# Williamsbridge

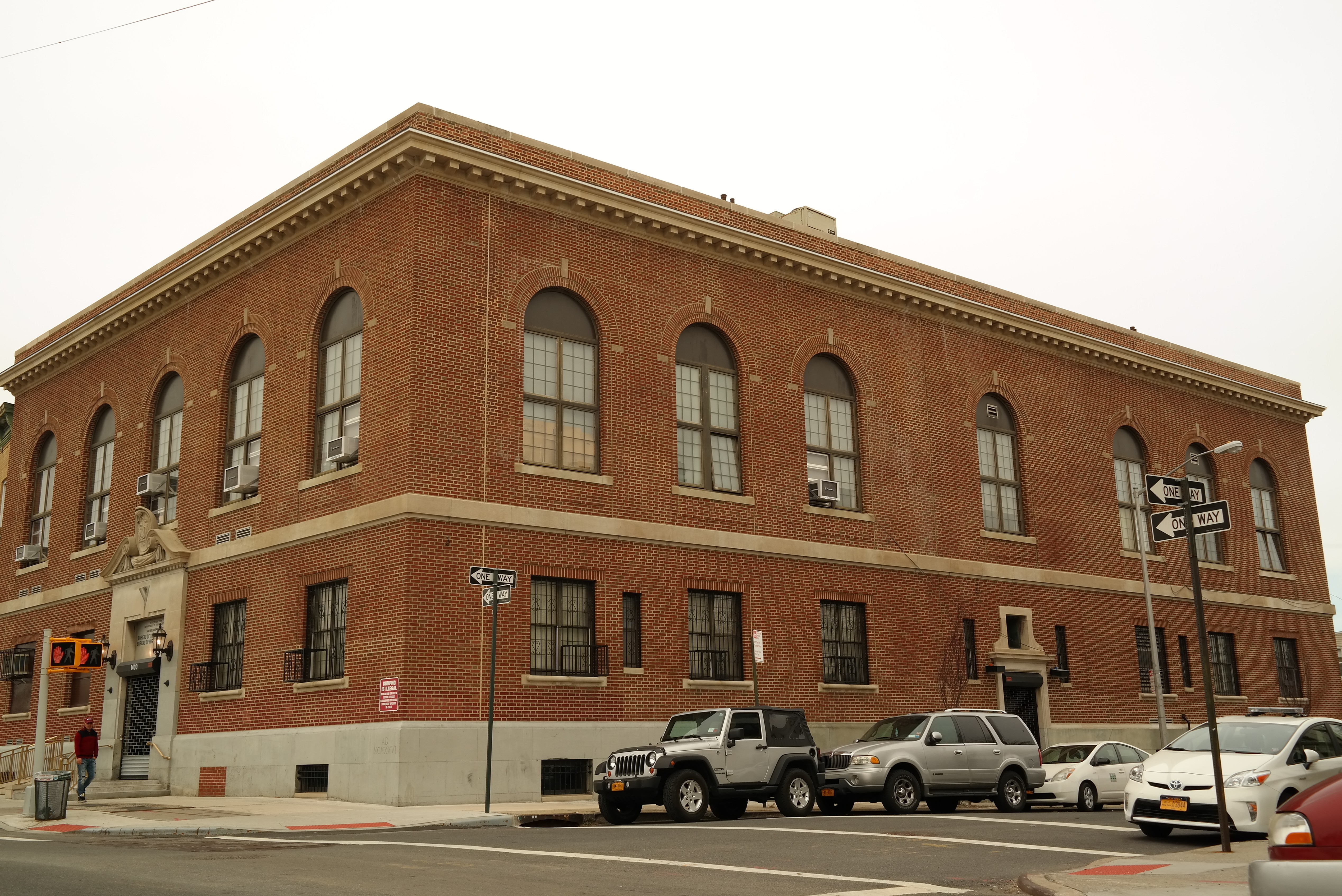
Das Gebäude auf diesem Foto, 1400 Williamsbridge Road in der Bronx, New York City, beherbergt derzeit die Büros des Bureau of Traffic Operations und des Bureau of Highway Operations des NYC Department of Transportation.

Williamsbridge ist ein Stadtteil im Norden des Stadtbezirks The Bronx, New York City, mit einer Einwohnerzahl von etwa 27.258 (2020) und ist geprägt von einer multikulturellen, überwiegend afroamerikanischen und karibischen Bevölkerung.

## Etymologie
Der Name Williamsbridge geht auf eine Brücke zurück, die im 18. Jahrhundert über den Bronx River gebaut wurde. Diese Brücke wurde nach John Williams benannt, einem frühen Siedler und Landbesitzer der Gegend. Williams errichtete die Brücke um 1740, um den Zugang zu seinem Land zu erleichtern. Die Siedlung, die sich rund um die Brücke entwickelte, übernahm schließlich den Namen „Williamsbridge“.

## Lage
Williamsbridge liegt im nordzentralen Teil der Bronx. Die Grenzen verlaufen etwa von der East 222nd Street im Norden, Boston Road im Osten, East Gun Hill Road im Süden und dem Bronx River im Westen. Die zentrale Verkehrsachse ist die White Plains Road, die von zahlreichen Geschäften, Restaurants und Dienstleistern gesäumt wird. Der Stadtteil ist durch die U-Bahn-Linie 2 sowie mehrere Buslinien an das öffentliche Verkehrsnetz angebunden.

## Demografie
2020 lebten in Williamsbridge 27.258 Menschen, das mittlere Alter betrug 38 Jahre. 52,91 % der Bewohner waren Frauen, 47,1 % Männer. 54,29 % waren in den USA geboren, 29,58 % eingebürgerte US-Bürger, 16,13 % Nicht-Staatsbürger. Die Mehrheit der Bevölkerung istafroamerikanisch (etwa 67,5 %), gefolgt von hispanischen (ca. 25,6 %), weißen (ca. 2,8 %) und asiatischen Gruppen (ca. 1,6 %). Das mittlere Haushaltseinkommen lag zuletzt bei etwa 49.127 US-Dollar. Die durchschnittliche Haushaltsgröße beträgt zwei Personen, 63,98 % der Haushalte sind Familienhaushalte.

## Geschichte
Williamsbridge entwickelte sich ab dem späten 19. Jahrhundert von einer ländlichen Vorortgemeinde zu einem urbanen Stadtteil. Die Urbanisierung wurde durch den Bau der Eisenbahn und später der U-Bahn beschleunigt. Ursprünglich von europäischen Einwanderern wie Italienern und Iren besiedelt, wandelte sich das Viertel ab den 1970er Jahren durch den Zuzug afroamerikanischer und karibischer Familien. Seit den 1980er Jahren ist Williamsbridge für seine kulturelle Vielfalt bekannt.